# 1970 في جنوب إفريقيا
فيما يلي قوائم الأحداث التي وقعت خلال عام 1970 في جنوب أفريقيا.

## سياسة

### تعيين في المنصب
- 22 أبريل – بيك بوتا عضو الجمعية الوطنية لجنوب أفريقيا ‏.

## رياضة
- 7 مارس – جائزة جنوب أفريقيا الكبرى 1970 الفائز جاك برابهام.

## مواليد

### يناير
- 1 يناير – سانت لوسيا
- 4 يناير – مارك باتشيلور
- 5 يناير – دايفيد آدامز لاعب كرة مضرب جنوب أفريقي.
- 30 يناير – هانز فونك لاعب كرة قدم جنوب أفريقي.

### فبراير
- 19 فبراير – إليس فيريرا لاعب كرة مضرب جنوب أفريقي.
- 19 فبراير – كورت دارين موسيقي جنوب أفريقي.

### مارس
- 22 مارس – جوني شتاينبرغ
- 29 أكتوبر – مارسيل فينكلر منافِسة أوليمبية جنوب أفريقية.
- 30 مارس – روبن كروغر لاعب رغبي جنوب أفريقي.
- 30 مارس – ليليتي خومالو ممثلة جنوب أفريقية.

### أبريل
- 7 أبريل – بيت نورفال لاعب كرة مضرب جنوب أفريقي.
- 13 أبريل – بيتر هندريكس لاعب رغبي جنوب أفريقي.
- 24 أبريل – ستيلاو سافانتي ممثل جنوب أفريقي.

### مايو
- 7 مايو – بريندن باباس
- 15 مايو – براد وايت لاعب كركيت جنوب أفريقي.

### يونيو
- 3 يونيو – جون أكرمان لاعب اتحاد رغبي جنوب أفريقي.
- 5 يونيو – بروس وارنر متزحلق جبال الألب جنوب أفريقي.

### يوليو
- 3 يوليو – ديون كايزر لاعب رغبي جنوب أفريقي.

### أغسطس
- 8 أغسطس – تشيستر وليامز لاعب رغبي جنوب أفريقي.
- 16 أغسطس – كارون برنشتاين

### سبتمبر
- 19 سبتمبر – مارك أرنولد لاعب كرة قدم.
- 20 سبتمبر – ديفيد نينكين لاعب كرة مضرب جنوب أفريقي.
- 25 سبتمبر – خلنج غرين دراجة جنوب أفريقية.

### أكتوبر
- 8 أكتوبر – غرايم كودرينغتون
- 28 أكتوبر – كينيث ووكر لاعب كريكت إنجليزي.
- 29 أكتوبر – مارسيل فينكلر منافِسة أوليمبية جنوب أفريقية.

### نوفمبر
- 26 نوفمبر – ديفيد فرانكل رجل أعمال جنوب أفريقي.

### ديسمبر
- 26 ديسمبر – سيمون غوباني لاعب كرة قدم جنوب أفريقي.
- 28 ديسمبر – أشلي تيتوس مقدم تلفزيوني جنوب أفريقي.

## وفيات

### أبريل
- 5 أبريل – هارييت مارغريت لويزا بولس (مواليد 1877)